# Keith R. Kernspecht

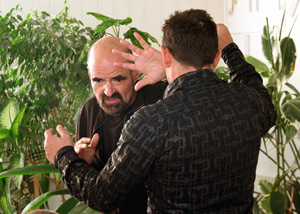
Keith R. Kernspecht

Keith R. Kernspecht (* 28. Juni 1945 in Grömitz; † 25. November 2024) war ein deutscher Autor, Unternehmer und Kampfkunstlehrer.

## Leben
Kernspecht begann Ende der 1950er Jahre damit, verschiedene westliche und östliche Kampfkünste zu erlernen. Ende der 1960er-Jahre gründete er in Kiel seine erste Kampfkunst-Schule, den „Budo-Zirkel“.
In seinem 2014 veröffentlichten Lebenslauf werden als Tätigkeiten Polizeibeamter bei der Bereitschaftspolizei Schleswig-Holstein, Mitglied einer Catcher-Truppe, Schleusendolmetscher, Schiffsklarierer, Studium generale in diversen Fächern, wissenschaftliche Hilfskraft und als Lehrkraft an zwei Kieler Mittelschulen, einem Wirtschaftsgymnasium, einer Justizvollzugsanstalt und der NATO genannt.
In Anlehnung an die von Leung Ting gegründete „International WingTsun Association“ (IWTA) gründete Kernspecht die heutige „Europäische WingTsun-Organisation“ (EWTO). Diese wird als eine Abteilung der in Kiel registrierten Unternehmensgruppe WingTsun GmbH & Co. KG geführt, zu deren Geschäftsführern Kernspecht gehörte.

## Veröffentlichungen (Auswahl)
- Die Essenz des WingTsun! : jenseits von Techniken, Formen und Anwendungsdenken ; fragmentarische Aufsätze, 2. Aufl. EWTO-Verlag, Ostheim 2014, ISBN 978-3-927553-21-7.
- Kurs-Buch: inneres WingTsun! EWTO-Verlag, Ostheim 2014, ISBN 978-3-927553-23-1.
- Vom Zweikampf : Strategie, Taktik, Physiologie, Psychologie, Philosophie, Geschichte der waffenlosen Selbstverteidigung, 17., überarb. Aufl. EWTO-Verlag, Ostheim 2012, ISBN 978-3-927553-02-6.